# Richard Niederbacher
Richard Niederbacher (ur. 7 grudnia 1961 w Gleisdorfie) – austriacki piłkarz występujący na pozycji napastnika, reprezentant kraju, trener piłkarski.

## Życiorys
Był juniorem Sturmu Graz. W 1979 roku został włączony do pierwszej drużyny Sturmu. W 1. Division zadebiutował 17 sierpnia 1979 roku w przegranym 0:2 spotkaniu z Casino Salzburg. W premierowym sezonie zagrał trzykrotnie, a w sezonie 1980/1981 zdobył pierwszego gola na szczeblu seniorskim – 21 marca w zremisowanym 1:1 meczu z Casino Salzburg. W 1981 roku rozegrał trzy spotkania w Pucharze UEFA. W tym okresie stał się wówczas podstawowym zawodnikiem Sturmu; w latach 1981–1983 wystąpił w 81 oficjalnych meczach klubu, zdobywając w nich 34 bramki. W 1983 roku został zawodnikiem KSV Waregem; w sezonie 1983/1984 zdobył 24 bramki w 33 rozegranych meczach Eerste klasse. Ponadto 28 marca 1984 roku zadebiutował w reprezentacji w przegranym 0:1 meczu z Francją. Latem 1984 roku podpisał kontrakt z Paris Saint-Germain. W barwach paryskiego klubu zdobył siedem goli w 22 meczach, z czego dwa w Pucharze UEFA, a pięć w lidze. Następnie był piłkarzem Stade de Reims, a na początku 1986 roku wrócił do Austrii, wiążąc się umową z First Vienna FC. Z klubem tym awansował do 1. Division. Po rozegraniu dwóch spotkań w First Vienna w sezonie 1986/1987 przeszedł do Rapidu Wiedeń, który zdobył w tamtym sezonie mistrzostwo i puchar kraju. Ponadto w barwach Rapidu rozegrał cztery mecze w Pucharze Zdobywców Pucharów. W listopadzie 1986 roku wrócił do KSV Waregem. W barwach tego klubu wystąpił w Pucharze UEFA w sezonie 1988/1989. W KSV Waregem występował do 1992 roku, zdobywając w tym okresie 68 goli. Następnie grał w Vorwärts Steyr. W sezonie 1993/1994 był piłkarzem LASK Linz, z którym awansował wówczas do Bundesligi. Po zakończeniu sezonu przeszedł do węgierskiego Pécsi MSC. W NB I zadebiutował 10 września w zremisowanym 2:2 meczu z Vác FC, w którym zdobył także gola. Ogółem w sezonie 1994/1995 strzelił 10 goli w 22 meczach ligowych. Następnie przeszedł do DSV Leoben, w którym w 1997 roku zakończył karierę zawodniczą.
Po zakończeniu kariery piłkarskiej był trenerem; uzyskał licencję UEFA A. Trenował zespoły z niższych lig austriackich. W latach 2009–2010 prowadził DSV Leoben w 24 meczach. W tym okresie jego zespół spadł do Landesligi. Prowadził również m.in. SC Neusiedl am See 1919, był również trenerem juniorów w FC Gratkorn.

## Statystyki ligowe
| Sezon         | Klub                     | Liga              | Mecze | Gole |
| ------------- | ------------------------ | ----------------- | ----- | ---- |
| 1979/1980     | SK Sturm Graz            | 1. Division       | 3     | 0    |
| 1980/1981     | SK Sturm Graz            | 1. Division       | 10    | 2    |
| 1981/1982     | SK Sturm Graz            | 1. Division       | 27    | 6    |
| 1982/1983     | SK Sturm Graz            | 1. Division       | 30    | 15   |
| 1983/1984     | KSV Waregem              | Eerste klasse     | 33    | 24   |
| 1984/1985     | Paris Saint-Germain F.C. | Première Division | 18    | 5    |
| 1985/1986 (j) | Stade de Reims           | Deuxième Division | 15    | 5    |
| 1985/1986 (w) | First Vienna FC 1894     | 2. Division       | 14    | 2    |
| 1986/1987 (j) | First Vienna FC 1894     | 1. Division       | 2     | 0    |
| 1986/1987 (j) | Rapid Wiedeń             | 1. Division       | 14    | 8    |
| 1986/1987     | KSV Waregem              | Eerste klasse     | 22    | 14   |
| 1987/1988     | KSV Waregem              | Eerste klasse     | 34    | 18   |
| 1988/1989     | KSV Waregem              | Eerste klasse     | 27    | 11   |
| 1989/1990     | KSV Waregem              | Eerste klasse     | 27    | 7    |
| 1990/1991     | KSV Waregem              | Eerste klasse     | 20    | 5    |
| 1991/1992     | KSV Waregem              | Eerste klasse     | 22    | 6    |
| 1992/1993     | SK Vorwärts Steyr        | 1. Division       | 27    | 10   |
| 1993/1994     | Linzer ASK               | 2. Bundesliga     | 27    | 8    |
| 1994/1995     | Pécsi MSC-Fordan         | NB I              | 22    | 10   |
| 1995/1996     | DSV Leoben               | 2. Bundesliga     | 29    | 11   |
| 1996/1997     | DSV Leoben               | 2. Bundesliga     | 14    | 6    |